# London (groupe britannique)
Pour les articles homonymes, voir London.
London est un groupe de punk rock britannique, originaire de Londres, en Angleterre. Ils sont managés par Simon Napier-Bell et enregistrent deux singles, un EP 4 titres et un album pour Music Corporation of America en 1977. Le groupe est mieux connu pour ses performances scéniques énergiques.

## Biographie
London est formé en 1976 à Londres, en Angleterre,. La formation originale comprend Riff Regan (chant), Steve Voice (basse), Jon Moss (batterie) et Dave Wight (guitare). Henry Padovani auditionne pour London en décembre 1976 et accepté par le groupe, mais refusera de l'intégrer Stewart Copeland l'ayant invité à se joindre à The Police. Jon Moss se joint à eux plus tard après avoir été batteur pour The Clash. Le groupe tourne intensément en 1977, d'abord avec The Stranglers puis en tête d'affiche. Leur single Animal Games est incluse dans l'émission rock britannique So It Goes. Leur dernier concert s'effectue au Marquee Club à Wardour Street le 8 décembre 1977. Le groupe se sépare peu après. MCA Records publie le seul et unique album du groupe, Animal Games, en février 1978.
À son départ, Moss se joint au groupe The Damned puis forme Culture Club avec Boy George. Riff Regan publie un album solo avant de se faire connaitre sous son vrai nom, Miles Tredinnick, comme comédien. Il écrira des sketchs pour Frankie Howerd et sera scénariste de la série télévisée Woody goguenarde sur la BBC.
Steve Voice forme un nouveau groupe, The Original Vampires, et Dave Wight, après sa participation aux groupes Metro et Holly and the Italians, revient à son vrai nom, Colin Wight et devient professeur.
London The Punk Rock Collection, un CD qui comprend toutes leurs chansons, est publié par le label Captain Oi! en 1997. En 2010 sort un bootleg live intitulé Get Out of London.
Reboot, leur premier album en 34 ans, est publié en février 2012.

## Discographie
- 1977 : Everyone's A Winner (MCA Records)
- 1977 : Summer of Love et Friday on My Mind (singles ; MCA Records)
- 1977 : Punk Rock (compilation ; Philips/Phonogram Records Brazil)
- 1977 : Animal Games (single ; MCA Records)
- 1978 : Animal Games (MCA Records)
- 1978 : Meet the New Punk Wave (compilation ; EMI Records Holland)
- 1997 : London the Punk Rock Collection (Captain Oi! Records)